# Association luxembourgeoise d'espéranto

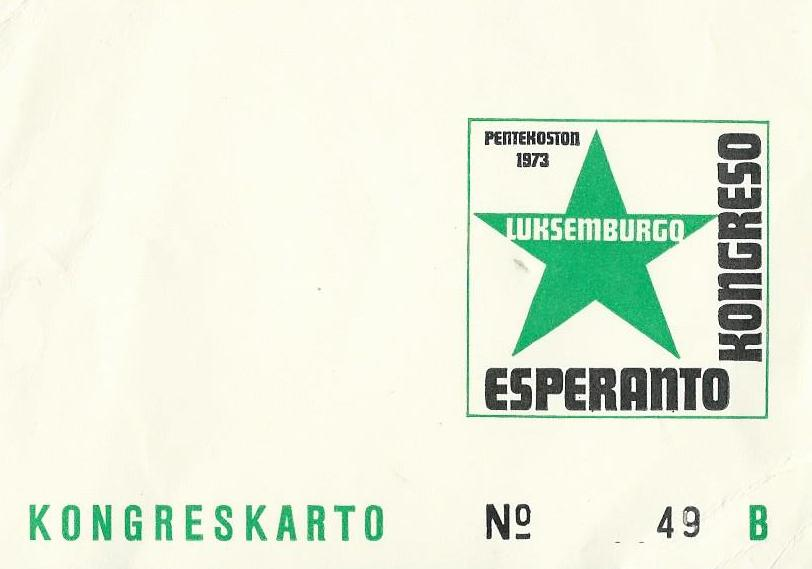
Association luxembourgeoise d'espéranto

L'Association luxembourgeoise d'espéranto (en espéranto : Luksemburga Esperanto-Asocio ; en luxembourgeois : Lëtzebuerger Esperanto-Assoziatioun) ou LEA est l'union des espérantophones du Luxembourg. Elle fut fondée en 1971 et adhéra à l'association universelle d’espéranto en 1976. Près de deux cents espérantistes sont membres de la LEA[citation nécessaire].